# 결 (불교)
결(結, 산스크리트어: saṃyojana, bandhana)은 사(使, 산스크리트어: anuśaya) 등과 함께 번뇌의 여러 다른 이름 가운데 하나이다.
결(結)은 번뇌가 유정을 괴로운 과보[苦果]가 생겨나는 상태에 묶어버리는[結] 작용을 한다는 뜻을 강조하는 명칭이다. 결(結)은 흔히 속박(束縛) · 결박(繫縛) · 계박(繫縛)의 뜻으로 해석되고 있다.
2결(二結) · 3결(三結) · 4결(四結) · 5결(五結) · 9결(九結) · 10결(十結) · 98결(九十八結) · 108결(百八結) 등으로 구분한다.
이들 여러 결(結)들 가운데 특정한 것들은 성문4과(聲聞四果)와 직접적인 관련이 있다. 즉, 고타마 붓다의 가르침에 따르면, 아래와 같이 특정한 번뇌들이 단멸되거나 조복되면 해당되는 과(果)가 증득된다.
- 3결의 초과3결(初果三結)의 단멸시 — 예류과(預流果) 즉 수다원(須陀洹)
- 3결의 3종결(三種結)의 조복시 — 일래과(一來果) 즉 사다함(斯陀含)
- 5결의 5하분결(五下分結)의 단멸시 — 불환과(不還果) 즉 아나함(阿那含)
- 5결의 5상분결(五上分結)의 단멸시 — 아라한과(阿羅漢果) 즉 아라한(阿羅漢)

## 경론별 설명

### 유가사지론
대승불교의 유식유가행파의 논서 《유가사지론》 제8권과 제89권에 따르면,
결(結)은 번뇌의 다른 이름인 결(結) · 박(縛) · 수면(隨眠) · 수번뇌(隨煩惱) · 전(纏) · 폭류(暴流) · 액(軛) · 취(取) · 계(繫) · 개(蓋) · 주올(株杌) · 구(垢) · 상해(常害) · 전(箭) · 소유(所有) · 근(根) · 악행(惡行) · 누(漏) · 궤(匱) · 소(燒) · 뇌(惱) · 유쟁(有諍) · 화(火) · 치연(熾然) · 조림(稠林) · 구애(拘礙) 가운데 하나이다.
결(結)은 번뇌가 유정으로 하여금 고(苦)와 화합하게 한다는 것을 뜻한다.
결(結)은 특히 애결(愛結) · 에결(恚結) · 만결(慢結) · 무명결(無明結) · 견결(見結) · 취결(取結) · 의결(疑結) · 질결(嫉結) · 간결(慳結)의 9결(九結)을 말한다.

### 집론·잡집론
대승불교의 유식유가행파의 논서 《집론》 제4권과 《잡집론》 제6권에 따르면,
결(結)은 번뇌의 다른 이름인 결(結) · 박(縛) · 수면(隨眠) · 수번뇌(隨煩惱) · 전(纏) · 폭류(暴流) · 액(軛) · 취(取) · 계(繫) · 개(蓋) · 주올(柱杌) · 구(垢) · 소해(燒害) · 전(箭) · 소유(所有) · 악행(惡行) · 누(漏) · 궤(匱) · 열(熱) · 뇌(惱) · 쟁(諍) · 치연(熾然) · 조림(稠林) · 구애(拘礙) 가운데 하나이다.
결(結)은 특히 애결(愛結) · 에결(恚結) · 만결(慢結) · 무명결(無明結) · 견결(見結) · 취결(取結) · 의결(疑結) · 질결(嫉結) · 간결(慳結)의 9결(九結)을 말한다.
《잡집론》 제6권에 따르면, 결(結)의 자성(自性) 즉 본질적 성질은 3계탐(三界貪, 산스크리트어: traidhātuko rāgaḥ, kāma-rūpārūpya-rāga), 즉 3계(三界)의 탐(貪), 즉 욕탐(欲貪: 욕계의 탐) · 색탐(色貪: 색계의 탐) · 무색탐(無色貪: 무색계의 탐)이다. 결(結)이 있기 때문에 유정은 3계를 불염(不厭: 싫어하지 않음)하게 되고[不厭三界], 다시 불염으로 인해 불선 즉 악이 현행하게 되고 선이 현행하지 않게 된다. 이러한 순차적인 과정에 의해 결(結)은 미래세[後世]에서 유정을 괴로운 과보[苦果]가 생겨나는 상태에 묶어버리는[結] 작용을 한다.

### 현대의 불교사전
현대의 불교사전들 일반에 따르면,
결(結, saṃyojana, 산스크리트어: bandhana)은 결박(結縛)을 뜻한다. 결박의 일반 사전적인 뜻은 '몸을 자유롭게 움직이지 못하도록 두 팔이나 다리를 묶는 것'으로, 번뇌는 몸과 마음을 결박하여 자유를 얻지 못하게 하므로, 즉 중생을 미혹된 상태에 결박시켜 생사의 고통을 벗어나 해탈하지 못하게 하므로 결(結)이라고 한다.
결(結, 산스크리트어: saṃyojana)은 '내면에 깃든 악한 성향'을 가리킨다는 현대 학자의 견해도 있다.

## 분류

### 2결
초기불교 경전인 《중아함경》 제33권에 따르면,
2결(二結)은 간(慳)과 질(嫉), 즉 인색과 질투를 말한다.
부파불교의 설일체유부의 논서인 《구사론》 제21권 등에 따르면,
2결(二結)은 견결(見結)과 취결(取結)을 말한다.

### 3결

#### 초과3결
초기불교 경전인 《증일아함경》 제16권과 《잡아함경》 제34권, 그리고 부파불교의 설일체유부의 논서인 《아비달마구사론》 제21권 등에 따르면,
3결(三結)은 신사결(身邪結) · 계도결(戒盜結) · 의결(疑結)을 말한다.
신사결(身邪結)은 견결(見結) · 신견결(身見結) 또는 유신견결(有身見結)이라고도 한다.
계도결(戒盜結)은 계금취결(戒禁取結) · 계금취견결(禁取見結) 또는 계취결(戒取結)이라고도 한다.
이 3결을 초과3결(初果三結) 또는 3박결(三縛結)이라고도 한다. 초기불교 경전인 《증일아함경》 제20권의 고타마 붓다의 가르침과 대승불교의 중관학파의 논서 《대지도론》 제57권에 인용된 고타마 붓다의 가르침을 비롯한 불교 일반의 교학에 따르면, 이 3결을 끊으면 성문4과의 제1과인 예류과(預流果) 즉 수다원(須陀洹)을 증득하여 성인의 지위에 들어가게  된다. 그리고 이러한 이유로 이 3결을 초과3결(初果三結)이라고도 이름한다.

#### 3종결
초기불교 경전인 《잡아함경》 제21권과 부파불교의 설일체유부의 논서인 《아비담감로미론(阿毘曇甘露味論)》 상권 등에 따르면,
3결(三結)은 애(愛) · 에(恚) · 무명(無明)의 3가지 번뇌를 말한다. 즉, 탐박(貪縛) · 진박(瞋縛) · 치박(癡縛)의 3박(三縛), 즉, 탐 · 진 · 치의 불선근 즉 3독(三毒)을 말한다. 이 3결 · 3박 또는 3독을 3종결(三種結) 또는 3전(三纏)이라고도 한다.
초기불교 경전인 《증일아함경》 제20권의 고타마 붓다의 가르침과 대승불교의 중관학파의 논서 《대지도론》 제57권에 인용된 고타마 붓다의 가르침을 비롯한 불교 일반의 교학에 따르면, 초과3결(初果三結)을 모두 끊은 상태에서 3종결이 얇아진 상태가 되면 성문4과의 제2과인 일래과(一來果) 즉 사다함(斯陀含)을 증득하게 된다. 이 지위는 욕계의 수혹이 상당히 조복된 상태이다.
부파불교의 설일체유부의 논서 《아비달마장현종론》 제27권에 따르면, 실제로는 3종결 즉 3박은 9결의 나머지를 포섭하는데 고타마 붓다가 3박 즉 세 가지 박(縛)만을 설하게 된 이유 가운데 하나는 이미 진리를 관찰한 자[已見諦者], 즉 이미 견도위에 든 수행자, 즉 초과3결을 끊음으로써 예류과(預流果) 즉 수다원(須陀洹)을 증득하여 성인의 지위에 든 수행자에게 성도(聖道)에서 더 나아가기 위해 닦아야 할 바를 확실히 나타내 보여주기 위한 것이다.

#### 광찬반야경의 3결
대승불교 경전인 《광찬반야경(光讚般若經)》 제2권에 따르면,
3결(三結)은 탐신(貪身) · 호의(狐疑) · 훼계(毀戒)를 말한다.

### 4결
초기불교 경전인 《증일아함경》 제20권에 따르면,
4결(四結)은 욕결(欲結) · 진결(瞋結) · 치결(癡結) · 이양결(利養結)을 말한다.
부파불교와 대승불교의 논서들인 《성실론(成實論)》 제10권, 《비바사론(鞞婆沙論)》 제2권, 《대승의장(大乘義章)》 제5권 등에 따르면,
4결(四結)은 탐질신결(貪嫉身結) · 진에신결(瞋恚身結) · 계취신결(戒取身結) · 탐착시실취신결(貪著是實取身結)을 말한다. 순서대로, 10수면 즉 10근본번뇌 가운데 탐(貪) · 진(瞋) · 계금취(戒禁取) · 견취(見取)의 4가지에 해당한다. 탐착시실취신결은 견취신결(見取身結)이라고도 한다. 이 경우의 4결을 4신결(四身結) · 4계(四繫) 또는 4박(四縛)이라고도 한다.
보통 4계(四繫)라고 할 때는 탐신계(貪身繫) · 진신계(瞋身繫) · 계금취신계(戒禁取身繫) · 차실집취신계(此實執取身繫)라고 부른다. 탐신계는 탐욕신계(貪欲身繫)라고도 하고, 진신계는 진에신계(瞋恚身繫)라고도 한다.
보통 4박(四縛)이라고 할 때는 욕애신박(欲愛身縛) · 진에신박(瞋恚身縛) · 계도신박(戒盜身縛) · 아견신박(我見身縛)이라고 부른다.

### 5결

#### 발지론의 5결
부파불교의 설일체유부의 논서인 《아비달마발지론》 제3권과 《아비달마대비바사론》 제49권에 따르면,
5결(五結)은 탐결(貪結) · 진결(瞋結) · 만결(慢結) · 질결(嫉結) · 간결(慳結)을 말한다.

#### 5하분결
초기불교 경전인 《중아함경》 제56권과
부파불교의 설일체유부의 논서인 《아비달마발지론》 제3권, 《아비달마대비바사론》 제49권, 《아비달마구사론》 제21권 등에 따르면,
5결(五結)은 유신견결(有身見結) · 계금취견결(戒禁取見結) · 의결(疑結) · 욕탐결(欲貪結) · 진에결(瞋恚結)의 5하분결(五下分結)을 말한다. 5하분결을 5하결(五下結) 또는 5순하분결(五順下分結)이라고도 한다.
초기불교 경전인 《증일아함경》 제20권의 고타마 붓다의 가르침과 대승불교의 중관학파의 논서 《대지도론》 제57권에 인용된 고타마 붓다의 가르침을 비롯한 불교 일반의 교학에 따르면, 5하분결을 모두 끊으면 성문4과의 제3과인 불환과(不還果) 즉 아나함(阿那含)을 증득하게 된다. 이 지위는 욕계의 모든 번뇌를 극복하여 욕계의 속박으로부터 해탈한 상태이다.

#### 5상분결
초기불교 경전인 《장아함경》 제8권 〈중집경〉과 부파불교의 설일체유부의 논서인 《아비달마발지론》 제3권, 《아비달마대비바사론》 제49권, 《아비달마구사론》 제21권 등에 따르면,
5결(五結)은 색탐결(色貪結) · 무색탐결(無色貪結) · 도거결(掉舉結) · 만결(慢結) · 무명결(無明結)의 5상분결(五上分結)을 말한다. 5상분결을 5상결(五上結) 또는 5순상분결(五順上分結)이라고도 한다.
초기불교 경전인 《증일아함경》 제20권의 고타마 붓다의 가르침과 대승불교의 중관학파의 논서 《대지도론》 제57권에 인용된 고타마 붓다의 가르침을 비롯한 불교 일반의 교학에 따르면, 5상분결을 모두 끊으면 성문4과의 제4과인 아라한과(阿羅漢果)를 증득하게 된다. 이 지위는 3계의 모든 번뇌를 극복하여 3계의 속박으로부터 해탈한 상태이다. 즉, 열반을 증득한 상태이다.

### 9결
초기불교 경전인 《잡아함경》 제18권, 부파불교의 설일체유부의 논서인 《아비달마품류족론》 제1권, 《아비달마발지론》 제3권, 대승불교의 유식유가행파의 논서인 《변중변론》 상권, 《대승아비달마집론》 제4권, 《대승아비달마잡집론》 제6권 등에 따르면,
9결(九結)은 다음의 9가지 번뇌를 말한다. 아래 목록에서 각각의 결(結)에 대한 설명은 《아비달마품류족론》에 따른 것이다.
1. 애결(愛結): 탐(貪), 3계의 탐
2. 에결(恚結): 진(瞋), 유정에게 손해를 끼치는 것
3. 만결(慢結): 만(慢), 만(慢) · 과만(過慢) · 만과만(慢過慢) · 아만(我慢) · 증상만(增上慢) · 비만(卑慢) · 사만(邪慢)의 7만(七慢)
4. 무명결(無明結): 치(癡), 3계에서 지혜가 없는 것[無智]
5. 견결(見結): 유신견(有身見) · 변집견(邊執見) · 사견(邪見)의 3견(三見)
6. 취결(取結): 견취(見取) · 계금취(戒禁取)의 2취(二取)
7. 의결(疑結): 의(疑), 진리[諦]에 대하여 망설이는 것
8. 질결(嫉結): 질(嫉), 마음이 질투하고 꺼리는 것
9. 간결(慳結): 간(慳), 마음이 비루하고 인색한 것

### 10결

#### 5하분결과 5상분결의 합
초기불교 경전인 팔리어 대장경의 《앙굿타라 니까야》 제10권 제13경에 따르면,

10결(十結, 영어: ten fetters)은 5하분결(五下分結)과 5상분결(五上分結)을 합하여 통칭하는 말이며, 《앙굿타라 니까야》 제10권 제13경에 기술된 순서대로 나열하면 아래 목록과 같다.
1. 5하분결(五下分結)
팔리어: orambhāgiyāni saṃyojanāni
영어: lower fetters[94]
  1. 유신견결(有身見結)
팔리어: sakkāya-diṭṭhi
영어: belief in a self, identity view[95]
  2. 의결(疑結)
팔리어: vicikicchā
영어: doubt or uncertainty, especially about the teachings[96]
  3. 계금취견결(戒禁取見結)
팔리어: sīlabbata-parāmāso
영어: attachment to rites and rituals[97]
  4. 욕탐결(欲貪結)
팔리어: kāmacchando
영어: sensual desire, lust for objects in the desire realm[98]
  5. 진에결(瞋恚結)
팔리어: vyāpādo, byāpādo
영어: ill will[99]
2. 5상분결(五上分結)
팔리어: uddhambhāgiyāni saṃyojanāni
영어: higher fetters[94]
  1. 색탐결(色貪結)
팔리어: rūparāgo
영어: lust for existence in the rūpa realm[100]
  2. 무색탐결(無色貪結)
팔리어: arūparāgo
영어: lust for existence in the arūpa realm[101]
  3. 만결(慢結)
팔리어: māna
영어: conceit[102][103]
  4. 도거결(掉舉結)
팔리어: uddhacca
영어: restlessness[104]
  5. 무명결(無明結)
팔리어: avijjā
영어: ignorance[105]

#### 법집론의 10결
남방 상좌부 불교의 논서인 《법집론(法集論)》(Dhamma Sangani 1113-34)에 따르면, 10결(十結, 영어: ten fetters)은 다음의 10가지 번뇌를 말한다.
1. 탐욕(貪欲, 팔리어: kāma-rāga, 영어: desire, sensual lust)
2. 진에(瞋恚, 팔리어: paṭigha, 영어: anger)
3. 만(慢, 팔리어: māna, 영어: pride, conceit)
4. 견(見, 팔리어: diṭṭhi, 영어: false views, views)
5. 의(疑, 팔리어: vicikicchā, 영어: doubt)
6. 계금취(戒禁取, 팔리어: sīlabbata-parāmāsa, 영어: attachment to discipline, attachment to rites and rituals)
7. 유탐(有貪, 팔리어: bhava-rāga, 영어: attachment to existence, lust for existence)
8. 질(嫉, 팔리어: issā, 영어: jealousy)
9. 간(慳, 팔리어: macchariya, 영어: parsimony, greed)
10. 무명(無明, 팔리어: avijjā, 영어: nescience, ignorance)

### 98결
98결(九十八結)은 98수면(九十八隨眠)을 말한다. 98근본번뇌(九十八根本煩惱) · 98사(九十八使) 또는 98혹(九十八惑)이라고도 한다.
98결 즉 98수면 또는 98근본번뇌는, 부파불교의 설일체유부의 번뇌론에서  6수면 즉 6근본번뇌를 3계 5부로 분별하였을 때 얻어진 모든 근본번뇌들을 말하는데, 아래 표에 나타난 바와 같이 그 총 개수가 98가지이다. 즉, 98결은 설일체유부의 교학을 따를 때, 3계의 모든 근본번뇌를 말한다. 한편, 대승불교의 유식유가행파의 번뇌론에 따르면 총 128가지 근본번뇌가 있는데, 128근본번뇌(百二十八根本煩惱) · 128사(百二十八使) 또는 128혹(百二十八惑)이라고는 부르지만 128결(百二十八結)이라고 부르지는 않는다.
|                                      | 3계 5부  | 욕계                                                                   | 색계                                                             | 무색계                                                           |        |
| ------------------------------------ | -------- | ---------------------------------------------------------------------- | ---------------------------------------------------------------- | ---------------------------------------------------------------- | ------ |
| 견소단·견혹· 분별기·미리혹 (88)      | 견고소단 | 탐 · 진 · 만 · 무명 · 유신견 · 변집견 · 사견 · 견취 · 계금취 · 의 (10) | 탐 · 만 · 무명 · 유신견 · 변집견 · 사견 · 견취 · 계금취 · 의 (9) | 탐 · 만 · 무명 · 유신견 · 변집견 · 사견 · 견취 · 계금취 · 의 (9) | 28가지 |
| 견소단·견혹· 분별기·미리혹 (88)      | 견집소단 | 탐 · 진 · 만 · 무명 · 사견 · 견취 · 의 (7)                             | 탐 · 만 · 무명 · 사견 · 견취 · 의 (6)                            | 탐 · 만 · 무명 · 사견 · 견취 · 의 (6)                            | 19가지 |
| 견소단·견혹· 분별기·미리혹 (88)      | 견멸소단 | 탐 · 진 · 만 · 무명 · 사견 · 견취 · 의 (7)                             | 탐 · 만 · 무명 · 사견 · 견취 · 의 (6)                            | 탐 · 만 · 무명 · 사견 · 견취 · 의 (6)                            | 19가지 |
| 견소단·견혹· 분별기·미리혹 (88)      | 견도소단 | 탐 · 진 · 만 · 무명 · 사견 · 견취 · 계금취 · 의 (8)                    | 탐 · 만 · 무명 · 사견 · 견취 · 계금취 · 의 (7)                   | 탐 · 만 · 무명 · 사견 · 견취 · 계금취 · 의 (7)                   | 22가지 |
| 수소단·수혹·사혹· 구생기·미사혹 (10) | 수도소단 | 탐 · 진 · 만 · 무명 (4)                                                | 탐 · 만 · 무명 (3)                                               | 탐 · 만 · 무명 (3)                                               | 10가지 |
|                                      |          | 36가지                                                                 | 31가지                                                           | 31가지                                                           | 98가지 |

### 108결
108결(百八結)은 108번뇌(百八煩惱)를 말한다. 108결업(百八結業)이라고도 한다. 108결 즉 108번뇌의 구성 방식에 대해서는 3가지 견해가 있다.

#### 108결: 98 + 10
대승불교의 중관학파의 논서 《대지도론》 제8권과 대승불교 일반의 논서 《대승의장》 제6권에 따르면,
108번뇌(百八煩惱)는 98결(九十八結)과 10전(十纏)을 합한 것이다.
98결은 부파불교의 설일체유부의 번뇌론에서 6수면 즉 6근본번뇌를 3계 5부로 분별하여 얻은 98수면 즉 98근본번뇌를 말한다. 즉, 설일체유부의 교학을 따를 때, 3계의 모든 근본번뇌를 말한다. 10전은 수번뇌에 속하는 아래의 10가지 번뇌를 말한다. 이 목록의 명칭 · 순서 · 설명은 부파불교의 설일체유부의 논서 《아비달마구사론》 제21권에 따른 것이다.
1. 무참(無慚): 죄과를 범하고도 스스로에 대해 부끄럽게 여기지 않음
2. 무괴(無愧): 죄과를 범하고도 남에 대해 부끄럽게 여기지 않음
3. 질(嫉): 질투, 다른 이의 좋은 일에 대해 기뻐하지 못함
4. 간(慳): 재물이나 교법에 매우 인색함
5. 회(悔): 지나친 후회(後悔) 또는 추회(追悔), 악작(惡作)
6. 면(眠): 수면(睡眠), 잠, 암매(闇昧: 흐리멍덩함, 어리석고 몽매함), 게으름
7. 도거(掉舉): 들뜸, 불안정, 산란
8. 혼침(惛沈): 침울, 무기력
9. 분(忿): 분노(憤怒: 분개하여 몹시 성을 냄), 격노
10. 부(覆): 죄과를 은폐함

#### 108결: 6 × 3 × 2 × 3
대승불교 경전인 《명도오십교계경(明度五十校計經)》과 대승불교의 천태종의 논서인 《지관보행전홍결(止觀輔行傳弘決)》 제5권의 5에 따르면,
안 · 이 · 비 · 설 · 신 · 의의 6근(六根)이 색 · 성 · 향 · 미 · 촉 · 법의 6진(六塵)을 대할 때 호(好: 좋아함) · 오(惡: 싫어함) · 평(平: 좋아하지도 싫어하지도 않음)의 3가지로 분별하기 때문에 총 18가지의 번뇌가 있으며, 이 18가지 번뇌의 각각이 다시 염(染) · 정(淨)의 2가지로 나뉘기 때문에 총 36가지의 번뇌가 있으며, 이 36가지 번뇌가 다시 과거 · 현재 · 미래의 3세(三世)로 배대되어 총 108가지의 번뇌가 있다.

#### 108결: ((6 × 3) + (6 × 3)) × 3
대승불교의 천태종의 논서인 《지관보행전홍결(止觀輔行傳弘決)》 제5권의 5에 따르면,
안 · 이 · 비 · 설 · 신 · 의의 6근(六根)이 색 · 성 · 향 · 미 · 촉 · 법의 6진(六塵)을 대할 때 고수(苦受) · 낙수(樂受) · 사수(捨受)의 3수(三受)로 분별하기 때문에 총 18가지의 번뇌가 있으며, 또한 6근(六根)이 6진(六塵)을 대할 때 호(好: 좋아함) · 오(惡: 싫어함) · 평(平: 좋아하지도 싫어하지도 않음)의 3가지로 분별하기 때문에 총 18가지의 번뇌가 있다. 따라서 이 둘을 합하여 6근이 6진을 대할 때 총 36가지의 번뇌가 있다. 이 36가지 번뇌가 다시 과거 · 현재 · 미래의 3세(三世)로 배대되어 총 108가지의 번뇌가 있다.

## 같이 보기
- 3도: 견도 · 수도 · 무학도
  - 견도: 16심 · 고법지인
  - 무학도: 34심
  - 성문 수행계위: 4향4과 - 10결(= 5하분결 + 5상분결)
  - 보살 수행계위: 52위
- 현관: 4제현관 · 6현관
- 유루와 무루
- 번뇌의 해석
- 번뇌의 다른 이름
  - 개 · 결 · 계 · 구 · 구애 · 궤 · 근 · 뇌 · 누 · 박 · 상해 · 소 · 소유 · 소해 · 수면 · 수번뇌 · 악행 · 액 · 열 · 유쟁 · 쟁 · 전 · 전 · 조림 · 주올 · 취 · 치연 · 폭류 · 화
- 번뇌의 작용
- 번뇌의 분류
  - 3루
  - 4액
  - 4취
  - 4폭류
  - 5부: 견고소단 · 견집소단 · 견멸소단 · 견도소단 · 수도소단 = 견소단 + 수소단
  - 5주지번뇌
  - 견혹 + 수혹 = 견소단 + 수소단 = 미리혹 + 미사혹 = 분별기 + 구생기
  - 근본번뇌 + 수번뇌
  - 번뇌장 + 소지장
- 번뇌 = 근본번뇌 + 수번뇌
  - 근본번뇌 = 수면
    - 3근본번뇌: 탐 · 진 · 치
    - 6수면: 탐 · 진 · 만 · 무명 · 견 · 의
    - 7수면: 욕탐 · 진 · 유탐 · 만 · 무명 · 견 · 의
    - 10수면: 탐 · 진 · 만 · 무명 · 유신견 · 변집견 · 사견 · 견취 · 계금취 · 의
    - 12수면: 욕탐 · 진 · 색탐 · 무색탐 · 만 · 무명 · 유신견 · 변집견 · 사견 · 견취 · 계금취 · 의
    - 98근본번뇌(설일체유부)
      - 견혹 = 견소단 = 미리혹 = 분별기: 설일체유부의 88근본번뇌
      - 수혹 = 수소단 = 미사혹 = 구생기: 설일체유부의 10근본번뇌

    - 128근본번뇌(유식유가행파)
      - 견혹 = 견소단 = 미리혹 = 분별기: 유식유가행파의 112근본번뇌
      - 수혹 = 수소단 = 미사혹 = 구생기: 유식유가행파의 16근본번뇌

  - 수번뇌 = 전
    - 8전 · 10전 · 6번뇌구
    - 19수번뇌(설일체유부)
      - 소번뇌지법의 10가지 모두: 분 · 부 · 간 · 질 · 뇌 · 해 · 한 · 첨 · 광 · 교
      - 대불선지법의 2가지 모두: 무참 · 무괴
      - 대번뇌지법의 6가지 가운데 5가지: 방일 · 해태 · 불신 · 혼침 · 도거
      - 부정지법의 8가지 가운데 2가지: 수면 · 악작

    - 20수번뇌(유식유가행파)
      - 소수번뇌심소의 10가지 모두: 분 · 한 · 부 · 뇌 · 질 · 간 · 광 · 첨 · 해 · 교
      - 중수번뇌심소의 2가지 모두: 무참 · 무괴
      - 대수번뇌심소의 8가지 모두: 도거 · 혼침 · 불신 · 해태 · 방일 · 실념 · 산란 · 부정지
- 번뇌 = 잡염 = 유부무기 + 불선
  - 유부무기
    - 욕계의 번뇌의 일부 · 색계의 번뇌 · 무색계의 번뇌
    - 4근본번뇌(말나식의 4번뇌: 아치 · 아견 · 아만 · 아애)

  - 불선 · 악
    - 욕계의 번뇌의 대다수
    - 불선근
    - 5악 · 10악
- 번뇌 = 108번뇌 = 98수면 + 10전
- 번뇌 = 개: 5개
- 번뇌 = 결: 2결 · 3결 · 4결 · 5결 · 9결 · 10결(= 5하분결 + 5상분결) · 98결 · 108결
- 번뇌 = 구애: 3구애 · 5구애
- 번뇌 = 뇌: 3뇌
- 번뇌 = 누: 3루
- 번뇌 = 박: 3박 · 4박
- 번뇌 = 사: 7사 · 10사 · 98사 · 128사
- 번뇌 = 악행: 3악행
- 번뇌 = 취: 2취 · 4취

## 참고 문헌
- 곽철환 (2003). 《시공 불교사전》. 시공사 / 네이버 지식백과. |title=에 외부 링크가 있음 (도움말)
- 구나발타라(求那跋陀羅) 한역 (K.650, T.99). 《잡아함경》. 한글대장경 검색시스템 - 전자불전연구소 / 동국역경원. K.650(18-707), T.99(2-1). |title=에 외부 링크가 있음 (도움말)
- 무착 지음, 현장 한역, 이한정 번역 (K.572, T.1605). 《대승아비달마집론》. 한글대장경 검색시스템 - 전자불전연구소 / 동국역경원. K.572(16-157), T.1605(31-663). |title=에 외부 링크가 있음 (도움말)
- 미륵 지음, 현장 한역, 강명희 번역 (K.614, T.1579). 《유가사지론》. 한글대장경 검색시스템 - 전자불전연구소 / 동국역경원. K.570(15-465), T.1579(30-279). |title=에 외부 링크가 있음 (도움말)
- 불타야사·축불념 한역, 번역자 미상 (K.647, T.1). 《장아함경》. 한글대장경 검색시스템 - 전자불전연구소 / 동국역경원. K.647(17-815), T.1(1-1). |title=에 외부 링크가 있음 (도움말)
- 세우 지음, 현장 한역, 송성수 번역 (K.949, T.1542). 《아비달마품류족론》. 한글대장경 검색시스템 - 전자불전연구소 / 동국역경원. K.949(25-149), T.1542(26-692). |title=에 외부 링크가 있음 (도움말)
- 세친 지음, 현장 한역, 권오민 번역 (K.955, T.1558). 《아비달마구사론》. 한글대장경 검색시스템 - 전자불전연구소 / 동국역경원. K.955(27-453), T.1558(29-1). |title=에 외부 링크가 있음 (도움말)
- 승가제바(僧伽提婆) 한역. 《중아함경》. 한글대장경 검색시스템 - 전자불전연구소 / 동국역경원. |title=에 외부 링크가 있음 (도움말)
- 안혜 지음, 현장 한역, 이한정 번역 (K.576, T.1605). 《대승아비달마잡집론》. 한글대장경 검색시스템 - 전자불전연구소 / 동국역경원. K.576(16-228), T.1606(31-694). |title=에 외부 링크가 있음 (도움말)
- 용수 지음, 구마라습 한역, 김성구 번역 (K.549, T.1509). 《대지도론》. 한글대장경 검색시스템 - 전자불전연구소 / 동국역경원. K.549(14-493), T.1509(25-57). |title=에 외부 링크가 있음 (도움말)
- 운허.  동국역경원 편집, 편집. 《불교 사전》. |title=에 외부 링크가 있음 (도움말)
- 중현 지음, 현장 한역, 권오민 번역 (K.957, T.1563). 《아비달마장현종론》. 한글대장경 검색시스템 - 전자불전연구소 / 동국역경원. K.957(28-1), T.1563(29-777). |title=에 외부 링크가 있음 (도움말)
- (영어) Bodhi, Bhikkhu (2000). 《The Connected Discourses of the Buddha: A Translation of the Samyutta Nikaya》. Somerville, MA: Wisdom Publications. ISBN 0-86171-331-1.
- (영어) DDB. 《Digital Dictionary of Buddhism (電子佛教辭典)》. Edited by A. Charles Muller. |title=에 외부 링크가 있음 (도움말)
- (영어) Gethin, Rupert (1998). 《The Foundations of Buddhism》. Oxford: Oxford University Press. ISBN 0-19-289223-1.
- (영어) Harvey, Peter (1990/2007). 《An introduction to Buddhism: Teachings, history and practices》.  Cambridge: Cambridge University Press. ISBN 0-521-31333-3.
- (영어) Ñāṇamoli, Bhikkhu & Bodhi, Bhikkhu (2001). 《The Middle Length Discourse of the Buddha: A Translation of the Majjhima Nikāya》. Somerville, MA: Wisdom Publications. ISBN 0-86171-072-X.
- (영어) Sanskrit and Tamil Dictionaries. 《Cologne Digital Sanskrit Dictionaries》. Institute of Indology and Tamil Studies, Cologne University (www.sanskrit-lexicon.uni-koeln.de). |title=, |출판사=에 외부 링크가 있음 (도움말)
- (영어) Rhys Davids, T.W. & William Stede (eds.) (1921-5). 《The Pali Text Society's Pali–English Dictionary》. Chipstead: Pali Text Society.
- (영어) Thanissaro Bhikkhu (trans.) (2000). 〈Sanyojana Sutta: Fetters〉 (AN 10.13).
- (영어) Thanissaro, Bhikkhu (2012). 《Anguttara Nikaya: The Further-factored Discourses》. Access to Insight, 23 April 2012. |title=에 외부 링크가 있음 (도움말)
- (영어) Walshe, Maurice O'Connell (trans.) (1995). 《The Long Discourses of the Buddha: A Translation of the Dīgha Nikāya》. Somerville: Wisdom Publications. ISBN 0-86171-103-3.
- (중국어) 가다연니자 조, 현장 한역 (T.1544). 《아비달마발지론(阿毘達磨發智論)》. 대정신수대장경. T26, No. 1544, CBETA. |title=에 외부 링크가 있음 (도움말)
- (중국어) 구나발타라(求那跋陀羅) 한역 (T.99). 《잡아함경(雜阿含經)》. 대정신수대장경. T2, No. 99, CBETA. |title=에 외부 링크가 있음 (도움말)
- (중국어) 무착 조, 현장 한역 (T.1605). 《대승아비달마집론(大乘阿毘達磨集論)》. 대정신수대장경. T31, No. 1605, CBETA. |title=에 외부 링크가 있음 (도움말)
- (중국어) 미륵 조, 현장 한역 (T.1579). 《유가사지론(瑜伽師地論)》. 대정신수대장경. T30, No. 1579. CBETA. |title=에 외부 링크가 있음 (도움말)
- (중국어) 佛門網. 《佛學辭典(불학사전)》. |title=에 외부 링크가 있음 (도움말)
- (중국어) 불타야사·축불념 한역 (T.1). 《장아함경(長阿含經)》. 대정신수대장경. T1, No. 1, CBETA. |title=에 외부 링크가 있음 (도움말)}
- (중국어) 星雲. 《佛光大辭典(불광대사전)》 3판. |title=에 외부 링크가 있음 (도움말)
- (중국어) 세우 조, 현장 한역 (T.1542). 《아비달마품류족론(阿毘達磨品類足論)》. 대정신수대장경. T26, No. 1542, CBETA. |title=에 외부 링크가 있음 (도움말)
- (중국어) 세친 조, 현장 한역 (T.1558). 《아비달마구사론(阿毘達磨俱舍論)》. 대정신수대장경. T29, No. 1558, CBETA. |title=에 외부 링크가 있음 (도움말)
- (중국어) 승가제바(僧伽提婆) 한역 (T.26). 《중아함경(中阿含經)》. 대정신수대장경. T1, No. 26, CBETA. |title=에 외부 링크가 있음 (도움말)
- (중국어) 안혜 조, 현장 한역 (T.1606). 《대승아비달마잡집론(大乘阿毘達磨雜集論)》. 대정신수대장경. T31, No. 1606, CBETA. |title=에 외부 링크가 있음 (도움말)
- (중국어) 용수 조, 구마라습 한역 (T.1509). 《대지도론(大智度論)》. 대정신수대장경. T25, No. 1509, CBETA. |title=에 외부 링크가 있음 (도움말)}
- (중국어) 중현 조, 현장 한역 (T.1563). 《아비달마장현종론(阿毘達磨藏顯宗論)》. 대정신수대장경. T29, No. 1563, CBETA. |title=에 외부 링크가 있음 (도움말)
- (중국어) 혜원 찬 (T.1851). 《대승의장(大乘義章)》. 대정신수대장경. T44, No. 1851, CBETA. |title=에 외부 링크가 있음 (도움말)